# Marcelle Edith Omgba
Marcelle Edith Omgba est une taekwondoïste camerounaise.

## Carrière
Marcelle Edith Omgba participe aux Championnats d'Afrique de taekwondo 2009 se déroulant à Yaoundé. Elle y remporte sa seule médaille internationale majeure, terminant troisième de la catégorie des moins de 67 kg.